# Kaus Media
Kaus Media eller Delta Sagittarii (δ  Sagittarii, förkortat Delta Sgr, δ  Sgr) som är stjärnans Bayerbeteckning, är en dubbelstjärna belägen i den sydvästra delen av stjärnbilden Skytten. Den har en kombinerad skenbar magnitud på 2,70 och är klart synlig för blotta ögat. Baserat på parallaxmätning inom Hipparcosuppdraget på ca 9,4 mas, beräknas den befinna sig på ett avstånd av ca 348 ljusår (ca 107 parsek) från solen.

## Nomenklatur
Delta Sagittarii har de traditionella namnen Kaus Media, Kaus Meridionalis och Media, som kommer det från det arabiska قوسen (qaws, som betyder "båge") och latinska medier (som betyder "mitten").
Delta Sagittarii, tillsammans med Gamma Sagittarii, Epsilon Sagittarii, Zeta Sagittarii, Lambda Sagittarii, Sigma Sagittarii, Tau Sagittarii och Phi Sagittarii, ingår i asterismen Tekannan.
I stjärnkatalogen i Al Achsasi al Mouakket-kalendern var denna stjärna betecknad Thani al Waridah, vilket betyder "den andra Warida".
År 2016 organiserade Internationella astronomiska unionen en arbetsgrupp för stjärnnamn (WGSN) med uppgift att katalogisera och standardisera riktiga namn för stjärnor. WGSN fastställde namnet Kaus Media för denna stjärna i juli 2016 vilket nu ingår i IAU:s Catalog of star Names.

## Egenskaper
Kaus Media är en orange till röd jättestjärna av spektralklass K3 III. Den har en massa som är ca tre gånger större än solens massa, en radie som har expanderat till ca 16 gånger solens, vilket tyder på att den är en svag bariumstjärna, som troligen har haft ett överskott av s-processelement i sin yta förstärkt genom massöverföring från en omkretsande följeslagare. Den utsänder från dess fotosfär ca 58 gånger mera energi än solen vid en effektiv temperatur på ca 4 200 K.
Kaus Media har tre svaga visuella följeslagare:
- en stjärna av 14:e magnituden med en separation på 26 bågsekunder,
- en stjärna av 15:e magnituden med en separation på 40 bågsekunder,
- en stjärna av 13:e magnituden med en separation på 58 bågsekunder,

från primärstjärnan.